# Röda hönskvalster
Dermanyssus gallinae (D. gallinae, röda hönskvalster, blodsugande hönskvalster, eng. namn poultry red mite, chicken mite) är en ektoparasit som förekommer världen över och främst angriper höns och andra fågelarter.

## Beskrivning
Röda hönskvalster är små (upp till 1 mm stora som vuxna) gråfärgade spindeldjur som får sin röda färg först efter ett blodmål. Under förhållanden där den relativa luftfuktigheten är 70-85 % och temperaturen 25-30° C tar D. gallinaes livscykel (från äggkläckning till könsmogen adult) ungefär en vecka medan lägre temperaturer fördröjer utvecklingen.  Detta leder till att infesteringsgraden hos hobbyhönsflockar på svenska breddgrader är som högst under sensommar och tidig höst, medan värphöns som hålls i mer kontrollerade klimat tenderar att angripas året om. Röda hönskvalster genomgår fem utvecklingsstadier (ägg, larv, protonymf, deutonymf och adult) där samtliga stadier utom kläckningen involverar blodsugning. Man har också i laborativa studier sett att röda hönskvalster på ett enda blodmål kan överleva i 9 månader utan fortsatt kontakt med värddjuret.
Dermanyssus gallinae är mycket svår att skilja från Ornithonyssus sylviarum (svenskt namn saknas, eng. namn Northern Fowl Mite) vilken också är en ektoparasit på fåglar. O. sylviarum är främst ett problem i Nordamerika men har på senare år påvisats i svenska hobbyhönsflockar. Kvalstrens födosöksvanor kan underlätta identifikation då D. gallinae födosöker nattetid och håller sig gömda under dagen, medan O. sylviarum är aktiv dagtid. Ytterligare en skillnad är att D. gallinae bara uppehåller sig på sitt värddjur under måltiden och tillbringar övrig tid gömd i sprickor och vråer, medan O. sylviarum lever på sitt värddjur konstant. För helt säker arbestämning krävs likväl mikroskopisk analys av kvalstren.

## Spridning
Exakt hur D. gallinae sprids mellan olika hönsflockar är inte helt klarlagt, men misstänka spridningsvägar är introduktion av smittade djur i flockar samt användandet av utrustning (såsom transportburar eller äggbrickor) som varit i kontakt med infesterade djur. Även vilda fåglar och gnagare kan vara bärare av parasiten, varför det är en god idé att förhindra att dessa har tillgång till området närmast hönsanläggningen.

## Symptom vid infestation

### Hos djuren
Hos höns orsakar röda hönskvalster klåda, irritation och störd sömn vilket i sin tur kan leda till minskad ruvningslust. Svåra angrepp av detta kvalster kan också orsaka anemi, vilket hos unghöns kan leda till bleka kammar och hos äldre höns minskad äggproduktion. I riktigt svåra fall kan infestation också leda till dödsfall: under en studie utförd av svenska forskare konstaterades D. gallinae ha orsakat 8 % av dödsfallen hos hönsen som ingick i studien.
D. gallinae kan också orsaka svår klåda hos hästar, varför höns och hästar inte skall hållas i samma anläggning, samt att noggrannhet med hygienen bör vidtas om man ska hantera hästar efter att ha varit i kontakt med hönsen. Särskild klädsel och utrustning som endast används vid hönshanteringen är att rekommendera i dessa fall. 

### I anläggningen
Utöver ovanstående symptom hos djuren finns det också flera sätt att upptäcka infestation av D. gallinae i en anläggning. Ett tecken på närvaro av röda hönskvalster är att hönsäggen kan bli blodfläckade då de rullar över kvalster som sugit blod och krossar dem. Enklaste sättet att upptäcka röda hönskvalster i en anläggning är dock att leta efter mörka stråk av kvalsterträck på inredningen. Sökandet bör främst utföras på gångjärn och sittpinnars infästningar, samt i mellanrum och sprickor då kvalstren gillar att gömma sig i mörkare utrymmen under dagtid. Genom att hålla ett vitt papper under sprickor i inredningen och knacka på den så att damm ramlar ner på papperet kan man sedan granska dammet efter kvalster som rör sig. Alternativt kan ett fuktat hushållspapper dras längsmed inredningsdetaljerna och om en roströd färg då uppstår på pappret kan detta vara ett tecken på att röda hönskvalster finns i anläggningen.
Att gillra fällor är också ett effektivt sätt att konstatera närvaro av D. gallinae. Enklast är att ta en bit vanlig brun wellpapp med fåror mellan ytorna och placera dessa ex. bakom och mellan värpreden på så vis att hönsen inte kommer åt dem. Låt därefter fällorna sitta i minst två och högst tio dygn och lägg dem sedan i plastpåsar som fryses in över natten. Därefter kan wellpappskivorna dunkas mot ett vitt papper och innehållet studeras, alternativt kan man öppna skivorna och inspektera fårorna.

## Förebyggande åtgärder och bekämpning

### Mekanisk bekämpning
Det viktigaste att tänka på då man ska behandla en anläggning där röda hönskvalster har påträffats är att det är anläggningens utrymmen som ska behandlas – inte djuren. Kvalstren uppehåller sig större delen av tiden gömda i trånga utrymmen och är bara i direkt kontakt med hönsen i samband med blodmål. Främst bör mekaniska former av rengöring användas: skrubbning, tvättning med högtrycksspruta och vattenånga (130° C), dammsugning och målning eller kalkning. I trängre utrymmen kan även rengöringsmedel användas. Dessa metoder har visat sig vara effektiva om de utförs med jämna mellanrum. Som ett tillägg kan det också vara bra att kontrollera miljön precis utanför anläggningen och rensa bort ev. fågelbord och vegetation för att undvika att potentiella bärare av D. gallinae uppehåller sig i området. Kläder och utrustning som endast används vid hanteringen av höns och hålls ifrån andra djur kan också förhindra spridningen och allmänna åtgärder för god hygien är att rekommendera. Ett alternativ är att utföra värmebehandling av anläggningen genom att hålla temperaturen på minst 55° C under tolv timmar. Detta påverkar kvalstren negativt både avseende äggläggning och överlevnad men är ingen garanti för att de utrotas. En kombinationsbehandling av ovanstående metoder är dock alltid att föredra. 

### Biologisk bekämpning
Det har också gjorts studier som undersökt möjligheten att bekämpa röda hönskvalster på biologisk väg med hjälp av predatorer. En studie visade att ett annat kvalster, Hypoaspis miles, under studiens 48 timmar stod för 40 % av dödsfallen hos D. gallinae. Denna siffra sjönk dock då temperaturen sänktes och andra arter som H. miles kunde predera på fanns närvarande, vilket innebär att detta kvalster antagligen är mindre effektivt under förhållanden som mer liknar de i hönshus som inte är klimatkontrollerade. En annan studie testade två andra kvalsterarter (Androlaelaps casalis och Stratiolaelaps scimitus) som predatorer för D. gallinae och fick goda resultat, men lyckades inte utrota D. gallinae. Detta antas bero på att D. gallinae främst uppehöll sig högre upp i värpredena medan predatorerna oftare återfanns nere vid gödselbrickorna på redenas botten.

### Bekämpning med läkemedel
Sedan 2009 finns ett godkänt receptbelagt läkemedel vid namn Baymite™ (innehåller foxim, en sorts organofosfat) som kan användas för att behandla både utrymmen och höns. Detta läkemedel är receptbelagt och endast veterinärer som sökt licens hos Läkemedelsverket får skriva ut det. Utöver detta finns det också kisel- och kalciumbaserade preparat som endast används i utrymmen och som inte kräver recept från veterinär.

## Roll som vektor
D. gallinaes roll som vektor för patogener är inte helt och hållet kartlagd, men goda bevis finns för att flera hönssjukdomar kan spridas via detta kvalster. Man har bland annat kunnat påvisa RNA från Mycobacterium-släktet hos både ägg, larver och adulta individer av D. gallinae, även om spridningsmekanismen i detta fall inte är utredd. Det är också känt att röda hönskvalster kan sprida bakterien Salmonella enterica som orsakar salmonella. Kvalster som under experimentella förhållanden blivit smittade av S. enterica via blodmål och direktkontakt via kutikulan har visats kunna överföra bakterien vertikalt (från adult till avkomma vid äggläggning) och att bakterien överlever kvalstrets olika utvecklingsstadier samt tillväxer i kvalstret i 20-40 % av fallen. I denna studie kunde kvalstren också överföra bakterien till osmittat blod vid måltid vilket bekräftar dess roll som vektor, åtminstone under experimentella förhållanden. Utöver dessa bakterier kan D. gallinae också bära på patogener som Escherichia coli, Shigella sp. och Staphylococcus sp. och misstänks ha stor påverkan avseende upprätthållande av spridning av sjukdomar mellan olika hönsflockar, varför noggrann rengöring av utrymmena är viktig då en ny flock ska sättas in i ett utrymme som tidigare använts av en annan flock.